# Voz e Violão (álbum de Edson)
Voz e Violão é o segundo álbum de estúdio do cantor Edson em carreira solo, lançado em 2011. O CD contém 12 faixas inéditas e uma regravação de Ronny & Rangel, "Só Quem Ama" (terceiro single do CD). O CD Edson Voz & Violão já saiu com 200 mil cópias vendidas e disco de platina duplo.

## Faixas
1. É Só Você Me Amar
2. Te Amo
3. Desculpa Se Te Amo
4. Cansei
5. Da Cabeça Aos Pés
6. Só Com Você
7. Pra Conquistar Uma Mulher
8. Só Quem Ama
9. Raridade
10. Oi Tô Te Ligando
11. Queria Só Uma Ventura
12. Diga Que Não Me Esqueceu
13. Bate Na Mesa